# La Mata de Bérbula
La Mata de Bérbula es una localidad del municipio leonés de Valdepiélago, en la comunidad autónoma de Castilla y León. 
La iglesia está dedicada a san Bartolomé.

## Localidades limítrofes
Confina con las siguientes localidades:
- Al norte con Valdorria.
- Al noreste con Montuerto.
- Al este con Valdepiélago.
- Al sureste con Otero de Curueño.
- Al sur con La Vecilla.
- Al suroeste con Campohermoso.
- Al noroeste con Correcillas.

## Demografía
Evolución de la población
| Gráfica de evolución demográfica de La Mata de Bérbula entre 2000 y 2022 |
|                                                                          |
| Población de derecho (2000-2022) según el padrón municipal del INE       |

## Historia
Así se describe a La Mata de Bérbula en el tomo XI del Diccionario geográfico-estadístico-histórico de España y sus posesiones de Ultramar, obra impulsada por Pascual Madoz a mediados del siglo XIX:

Lugar en la provincia y diócesis de León, partido judicial de Vecilla, audiencia territorial y capitanía general de Valladolid, ayuntamiento de Valdepiélago. Situado a la falda de un monte; su clima es frío, pero sano. Tiene 36 casas, escuela de primeras letras, iglesia aneja de Valdepiélago y buenas aguas potables. Confina N Nocedo y Montuerto; E Ranero y la matriz; S Campohermoso, y O Villalfeide. El terreno es de mediana calidad, la mayor parte montuoso, y producciones: granos, legumbres y pastos; cría ganados y caza mayor y menor. Población: 36 vecinos, 136 almas. Contribución: con el ayuntamiento.
Diccionario geográfico-estadístico-histórico de España y sus posesiones de Ultramar